# Englische Badmintonmeisterschaft 2020
Die Englische Badmintonmeisterschaft 2020  fand vom 1. bis zum 2. Februar 2020 in Winchester statt.

## Austragungsort
- Westgate Badminton Centre

## Finalergebnisse
| Disziplin    | Sieger                      | Finalist                      | Ergebnis            |
| ------------ | --------------------------- | ----------------------------- | ------------------- |
| Herreneinzel | Alex Lane                   | Johnnie Torjussen             | 21–19, 21–10        |
| Dameneinzel  | Chloe Birch                 | Freya Redfearn                | 21–12, 21–17        |
| Herrendoppel | Tom Wolfenden Gregory Mairs | Rory Easton Ethan van Leeuwen | 18–21, 21–13, 21–12 |
| Damendoppel  | Chloe Birch Lauren Smith    | Jenny Moore Victoria Williams | 12–21, 21–18, 21–11 |
| Mixed        | Max Flynn Fee Teng Liew     | Tom Wolfenden Jenny Moore     | 21–11, 21–19        |